# Li Min
Li Min (chinês: 李敏, pinyin: Lǐ Mǐn; nascida em 1936 em Zhidan, Yan'an, Shaanxi, com raízes familiares em Xiangtan, Hunan), nome original de Mao Jiaojiao (chinês: 毛姣姣, pinyin: Máo Jiāojiāo), é a filha de Mao Tsé-Tung, antigo presidente da República Popular da China e do Partido Comunista Chinês e sua segunda (ou terceira) esposa, He Zizhen. Seu sobrenome é Li, em vez de Mao, porque Mao havia mudado seu nome para "Li Desheng" (chinês tradicional: 李德勝, chinês simplificado: 李德胜, pinyin: Lǐ Déshèng) por um período de tempo para impedir de ser perseguido pelo exército do Kuomintang durante a Guerra Civil Chinesa.
Ela casou-se Kong Linghua (chinês tradicional: 孔令華, chinês simplificado: 孔令华, pinyin: Kǒng Lìnghuá) em 1959; e tem um filho, Kong Jining (chinês tradicional: 孔繼寧, chinês simplificado: 孔继宁, pinyin: Kǒng Jìníng) e uma filha, Kong Dongmei (chinês tradicional: 孔東梅, chinês simplificado: 孔东梅, pinyin: Kǒng Dōngméi).
Li Min fazia parte da Décima Conferência Consultiva Política do Povo Chinês .